# Matériaux élastocaloriques
 (janvier 2025).
Les matériaux élastocaloriques sont une classe de matériaux avancés. Ces derniers présentent un changement important de température lorsque des contraintes mécaniques y sont appliquées puis retirées.
Ce phénomène, connu sous le nom d'effet élastocalorique, est la réponse thermique réversible du matériau à une charge et à une décharge mécanique. L’effet est souvent causé par des changements d’entropie dans la structure du matériau. Cela peut être dû à des transformations de phase ou à une réorientation des domaines cristallins. Contrairement aux matériaux conventionnels, les matériaux élastocaloriques peuvent subir des variations de température importantes sous contrainte mécanique. Cela les rend prometteurs pour les applications de réfrigération et de chauffage à semi-conducteurs,.
La pertinence des matériaux élastocaloriques réside dans leur potentiel à révolutionner les systèmes de refroidissement et de chauffage qui font partie intégrante de la vie moderne. Les technologies de refroidissement traditionnelles, telles que la réfrigération à compression de vapeur, utilisent des réfrigérants nocifs qui contribuent au réchauffement climatique et consomment une grande quantité d’énergie. Ces matériaux pourraient potentiellement remplacer les systèmes conventionnels, ce qui entraînerait ainsi une réduction des émissions de gaz à effet de serre, accompagné d'une diminution de la consommation d’énergie.

## Effet élastocalorique
L'effet élastocalorique est un phénomène thermomécanique complexe dans lequel un matériau subit un changement de température en raison d'une contrainte mécanique. Lorsqu'une contrainte mécanique est appliquée à un matériau élastocalorique (par étirement, compression ou flexion), le matériau peut soit absorber la chaleur de son environnement (entraînant un refroidissement), soit en libérer (entraînant un échauffement).
Cet effet est principalement dû à un changement dans l’entropie du matériau. Le changement d'entropie est souvent lié à une transition de phase ou à la réorientation de la structure cristalline du matériau.
Les alliages à mémoire de forme (abrégés AMF) ont cet effet élastocalorique. Cet effet est étroitement lié à la transition de phase réversible entre différentes structures cristallines. Par exemple : la transition de l’austénite à la martensite. Au cours de cette transition, l’entropie du système change, dû au réarrangement des atomes et aux changements d’énergie interne. La transformation d’une phase austénitique à haute symétrie en une phase martensitique à faible symétrie peut soit absorber, soit libérer de la chaleur latente, cela dépend si le processus est endothermique ou exothermique.
Le changement de température (noté ΔT) dépend de plusieurs facteurs :
- la composition du matériau : les éléments spécifiques et leurs concentrations dans l'alliage peuvent influencer de manière significative la température de transition de phase et le changement d'entropie associé ;
- la microstructure : la taille, la distribution et l'orientation des grains dans le matériau peuvent affecter les propriétés mécaniques et l'efficacité de la transition de phase ;
- la charge mécanique : le type et l'ampleur de la contrainte appliquée déterminent l'étendue de la transition de phase et, par conséquent, le changement de température.

En contrôlant ces facteurs, l’effet élastocalorique peut être finement ajusté. Cela permet de concevoir des matériaux avec des réponses thermiques adaptées à des applications spécifiques,,.

## Matériaux
Les matériaux élastocaloriques sont divers et comprennent une gamme d'alliages à mémoire de forme (AMF), qui sont parmi les plus étudiés en raison de leurs propriétés de transition de phase prononcées. Parmi les exemples notables, on peut citer :
- Les alliages Nickel-Titane (NiTi) : Connus pour leurs excellentes propriétés mécaniques et leurs variations de température importantes lors de la transformation de phase austénite-martensite, les alliages NiTi sont des matériaux élastocaloriques très efficaces.
- Les alliages à base de cuivre : Les alliages tels que Cu-Zn-Al et Cu-Al-Ni ont également montré des propriétés élastocaloriques prometteuses, avec l'avantage supplémentaire d'être moins chers que NiTi.
- Les alliages à base de fer : Ces matériaux, notamment Fe-Pd et Fe-Ni, offrent un potentiel pour les applications élastocaloriques, en particulier à basse température.
- Les élastomères et céramiques : Certains matériaux à base de polymères et céramiques présentent des effets élastocaloriques dus aux changements d'entropie associés à l'étirement ou à la flexion. Ces matériaux peuvent offrir des avantages uniques, tels que la flexibilité et un poids plus faible[6].

Le choix du matériau pour les applications élastocaloriques dépend de plusieurs critères, notamment la plage de température de fonctionnement souhaitée, la résistance mécanique requise, la durabilité du matériau sous charge cyclique (résistance à la fatigue) et les considérations de coût.

## Comparaison avec d'autres effets caloriques
L’effet élastocalorique fait partie d’une catégorie plus large d’effets caloriques qui peuvent être utilisés pour les technologies de refroidissement à l’état solide. D’autres effets caloriques notables incluent :
- L'effet magnétocalorique (MCE) : Cet effet implique un changement de température dans un matériau dû à un changement de champ magnétique. Il est basé sur la capacité des matériaux magnétocaloriques à subir un changement d'entropie lorsqu'ils sont soumis à un champ magnétique, ce qui aligne les domaines magnétiques et réduit l'entropie, conduisant à un chauffage ou un refroidissement.
- L'effet électrocalorique (ECE) : Implique des changements de température dus à l'application ou à la suppression d'un champ électrique. Les matériaux électrocaloriques subissent un changement de polarisation et d'entropie lorsqu'un champ électrique est appliqué, ce qui amène le matériau à absorber ou à libérer de la chaleur.

Comparé aux effets magnétocalorique et électrocalorique, l’effet élastocalorique offre plusieurs avantages distincts :
- Pas besoin de champs externes : les matériaux élastocaloriques n’ont pas besoin de champs magnétiques ou électriques externes. Ces champs peuvent nécessiter beaucoup d’énergie pour être générés et contrôlés. Cela rend les systèmes élastocaloriques potentiellement plus simples et plus rentables.
- Changements de température plus élevés : les matériaux élastocaloriques peuvent présenter des changements de température plus importants lorsqu'une contrainte mécanique est appliquée. Les changements de température sont plus importants que les changements dus aux effets magnétocaloriques ou électrocaloriques. Cela peut conduire à des rendements de refroidissement plus élevés.
- Diversité des matériaux : une large gamme de matériaux peut présenter des propriétés élastocaloriques, offrant davantage d’options pour des applications spécifiques et des coûts de matériaux potentiellement inférieurs.

Ces attributs uniques font des matériaux élastocaloriques une voie prometteuse pour le développement de technologies de refroidissement de nouvelle génération, plus économes en énergie et plus respectueuses de l’environnement que les systèmes actuels.